# Scoparia crocospila
Scoparia crocospila là một loài bướm đêm trong họ Crambidae.